# Sørvágur
Sørvágur [ˈsœrvɔavʊr] (dänischer Name: Sørvåg) ist ein Ort auf der Westseite der Insel Vágar, die zu den Färöern gehört.

## Der Ort
Sørvágur liegt am inneren Ende des Sørvágsfjørður. Dieser Fjord wird auch als Einflugschneise für den angrenzenden Flughafen Vágar genutzt. Der Seehafen von Sørvágur hat neben seiner Bedeutung für die örtliche Fischereiindustrie eine wichtige Funktion im Fährverkehr mit der berühmten Insel Mykines. Das Hotel Vágar gehört ebenso zur Infrastruktur des Ortes, wie gute Einkaufsmöglichkeiten. Der Ort hat auch einen Fußballverein, den SÍ Sørvágur. In Sørvágur befindet sich darüber hinaus ein kleines Heimatmuseum, das Sørvágs Bygdarsavn.

### Geschichte
Der Ort soll schon um das Jahr 1000 besiedelt gewesen sein. Allerdings wird angenommen, dass der erste Siedlungshof aus der Landnahmezeit sich nicht im heutigen Ortskern befand, der nun zwischen den beiden Wasserläufen Kirkjuá und Stórá liegt, sondern westlich vom Kirkjuá, an einem Ort namens Úti undir Skorum. In den 1950er Jahren waren beim Neubau einer Schule entsprechende Siedlungsspuren gefunden worden. Im späten Mittelalter gehörte das Land in und um Sørvágur dem norwegischen Adelsgeschlecht Benkenstock. Die Familie verkaufte jedoch um das Jahr 1665 das Land an den Dänen Severin Fohrman, der wiederum das Land an die lokale Bevölkerung weiterverkaufte. Auf diese Weise kam es dazu, dass fast das gesamte Land nicht wie andernorts auf den Färöern im Besitz des Königs war, sondern der örtlichen Bevölkerung gehörte. Allerdings war der Ort damals noch nicht sehr groß. Mitte des 16. Jahrhunderts gab es lediglich drei Bauernhöfe am Ort. Bei der ersten Volkszählung im Jahre 1801 wies Sørvágur 86 Einwohner und 19 Häuser auf. Doch 100 Jahre später, im Jahr 1901, zählte man bereits 436 Einwohner in 73 Häusern. Während des Zweiten Weltkriegs waren circa 5000 Briten zeitweise in Sørvágur angesiedelt, die unter anderem beim Bau und Betrieb des benachbarten Flughafens beschäftigt waren. Im Jahr 1953 wurde in Sørvágur schließlich auf Initiative von Dánjal Niclasen hin die erste Fischfabrik auf den Färöern errichtet.

## Die Gemeinde Sørvágur
Zur Kommune Sørvágur (färöisch: Sørvágs kommuna) gehören seit dem 1. Januar 2005 die Dörfer Bøur und Gásadalur und die Insel Mykines mit ihrem kleinen gleichnamigen Ort. Der vorgelagerte Holm Tindhólmur zählt ebenso hierzu, ist aber nicht permanent bewohnt.

## Persönlichkeiten
- Jákup í Jákupsstovu (1922–1976), Politiker
- Beinir Bergsson (* 1997), Dichter

## Bilder

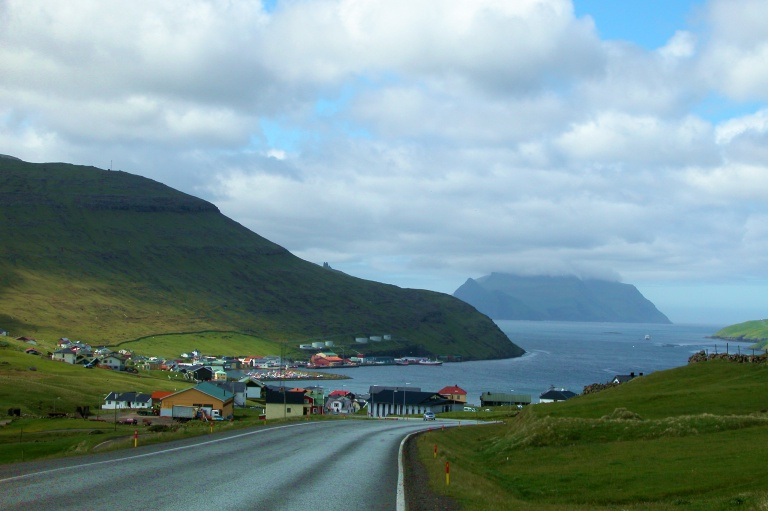
Sørvágur mit Blick auf Mykines im Westen
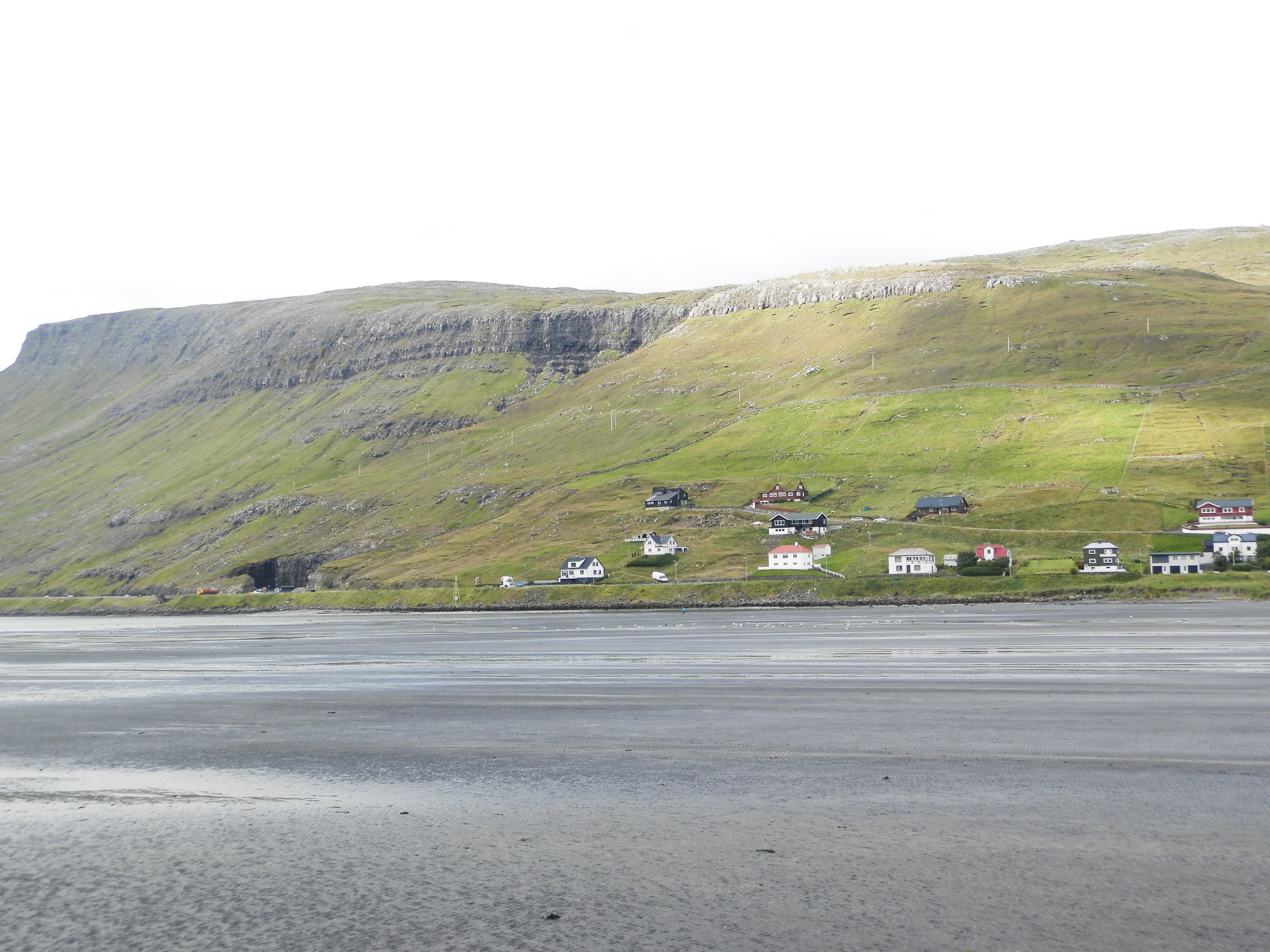
Der Sandstrand im Ort
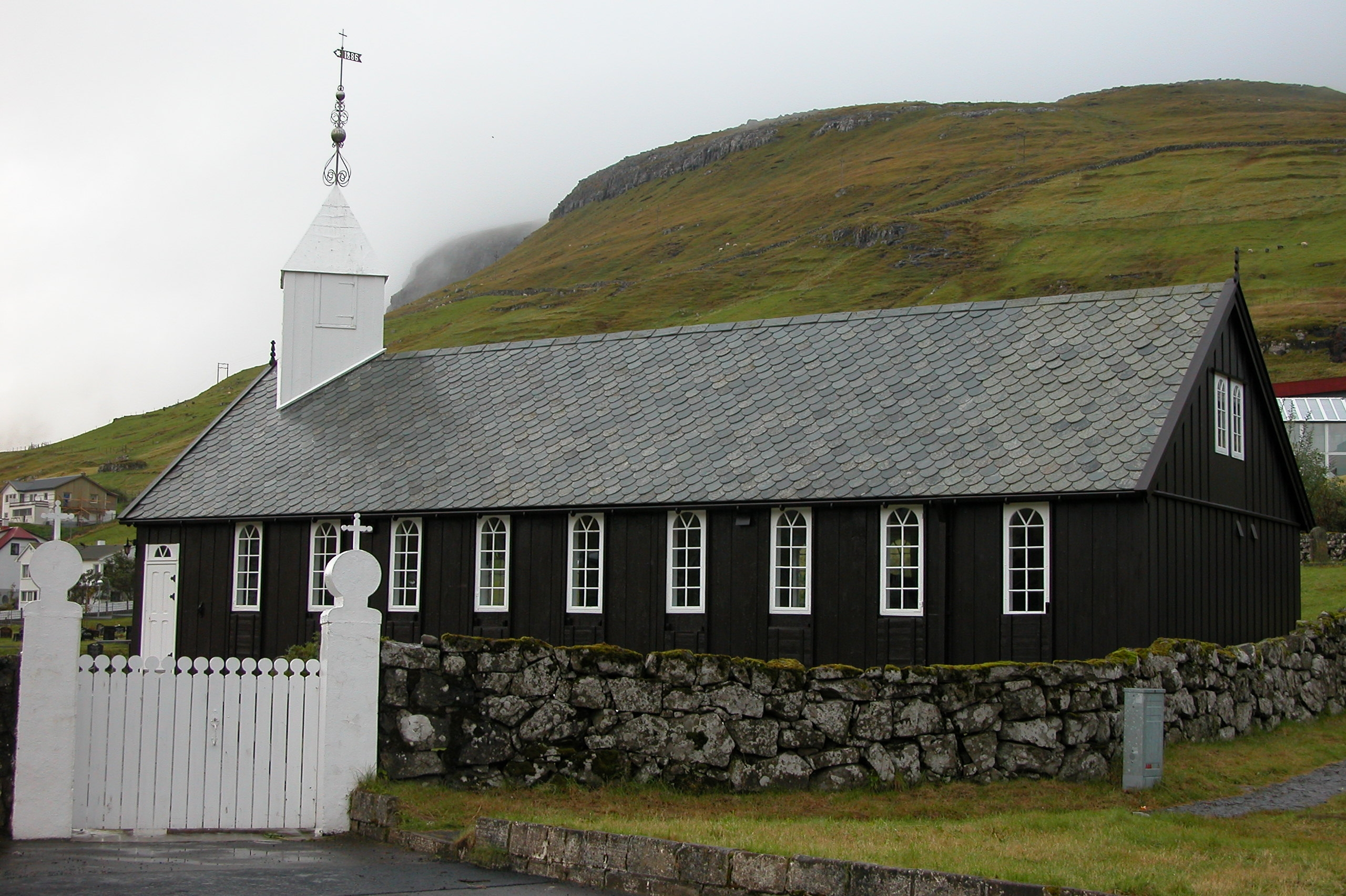
Die Kirche von Sørvágur
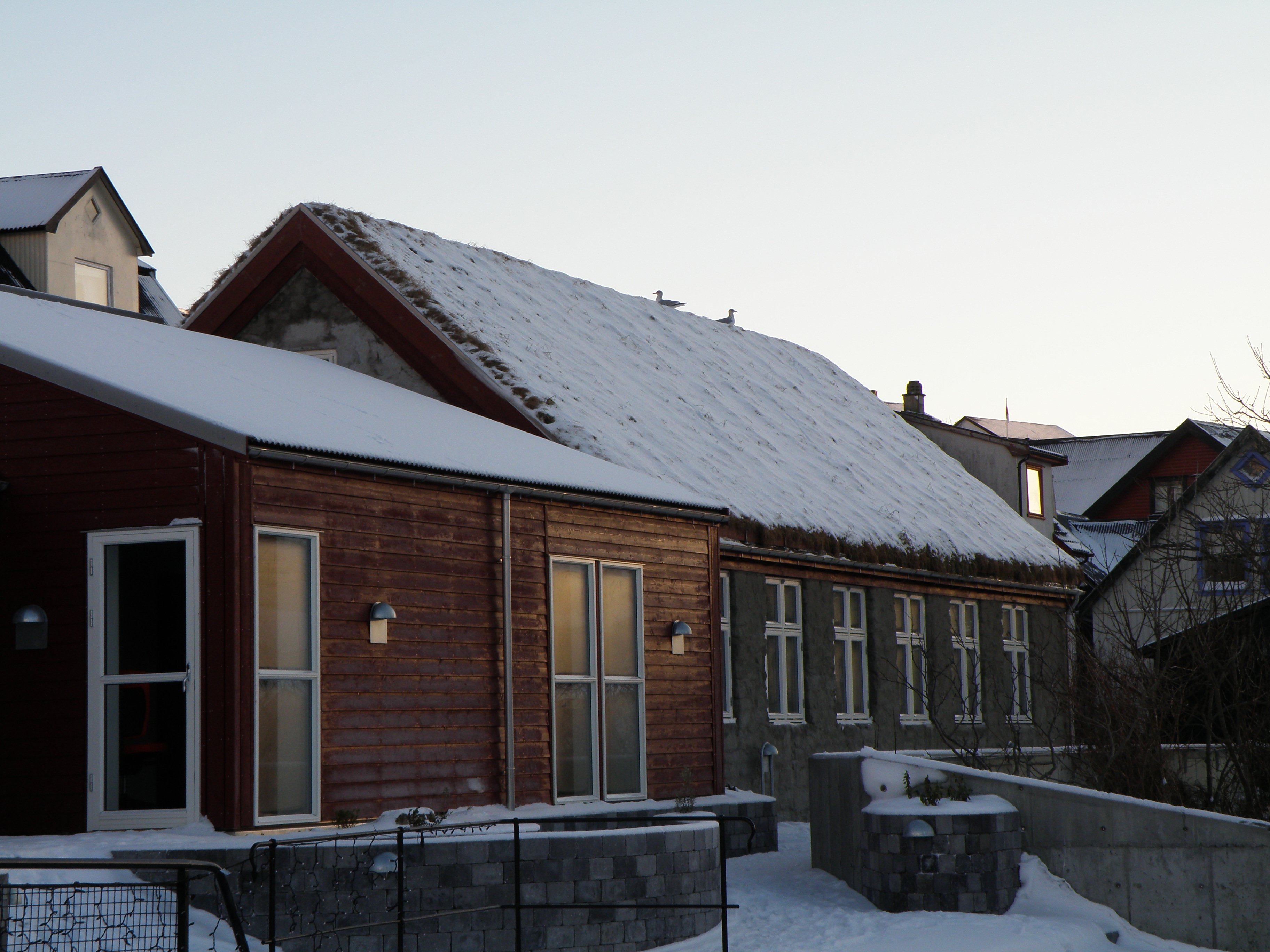
Die alte Schule, heute Musikschule
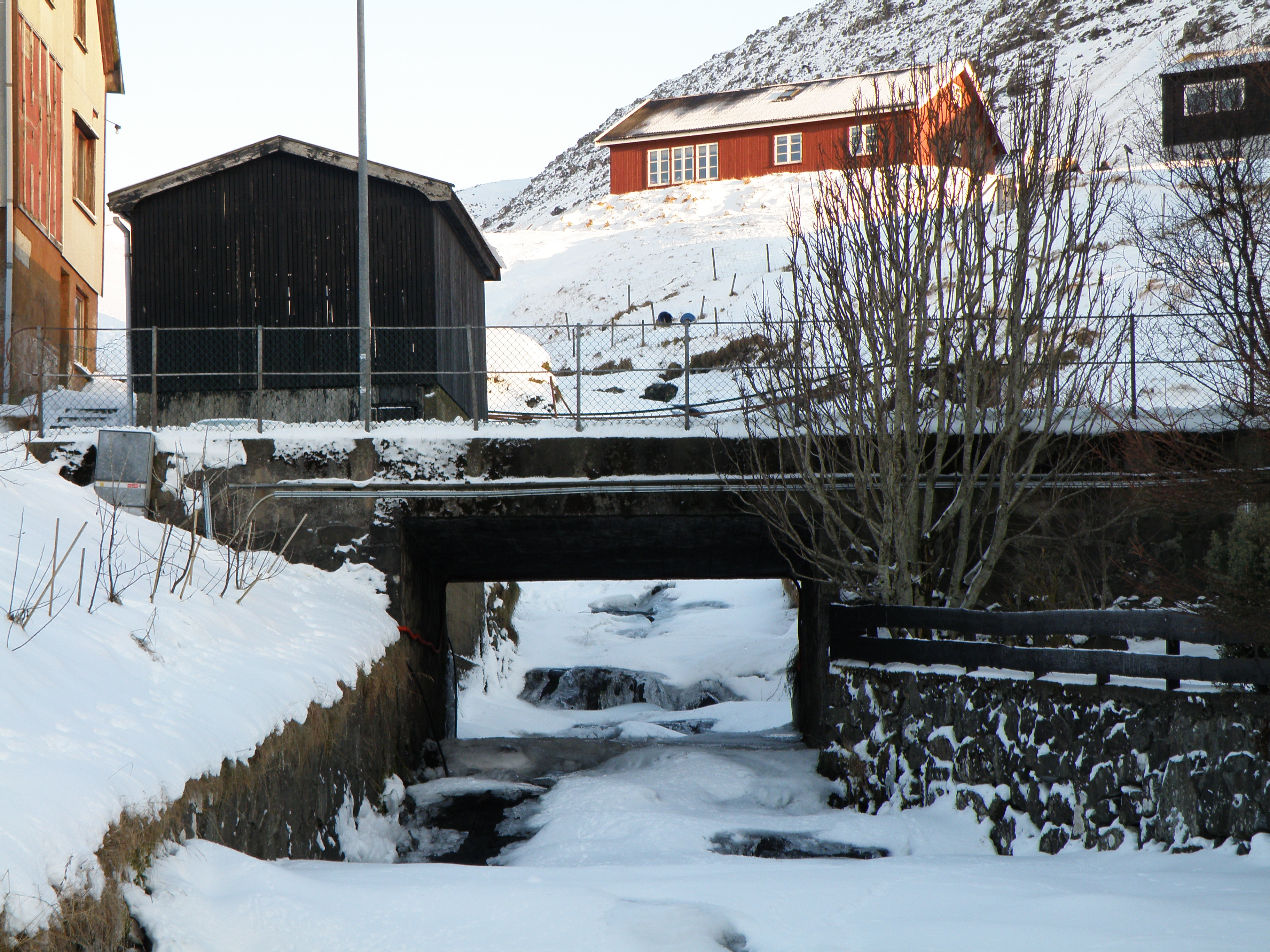
Fluss mit Brücke
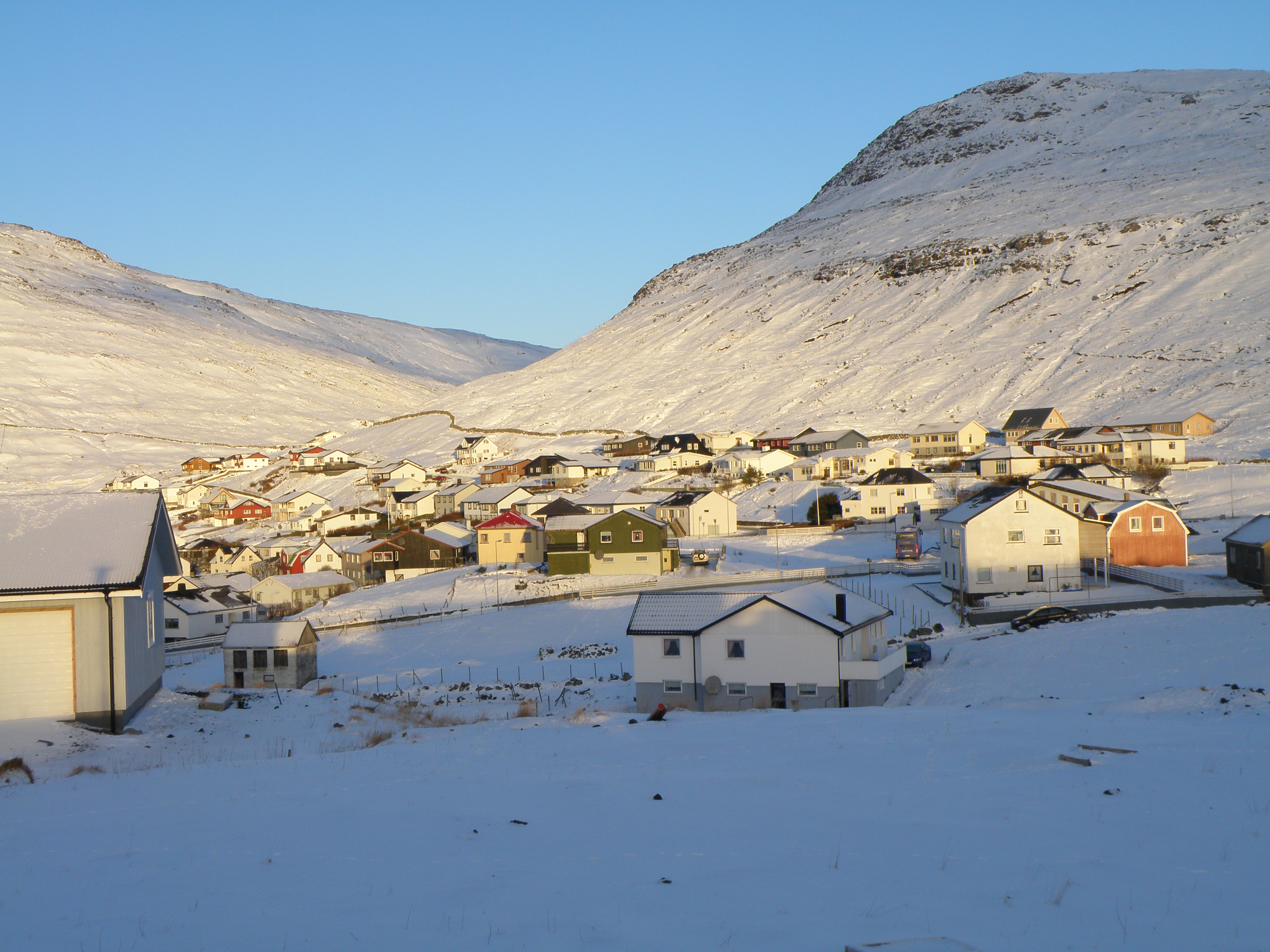
Sørvágur im Winter
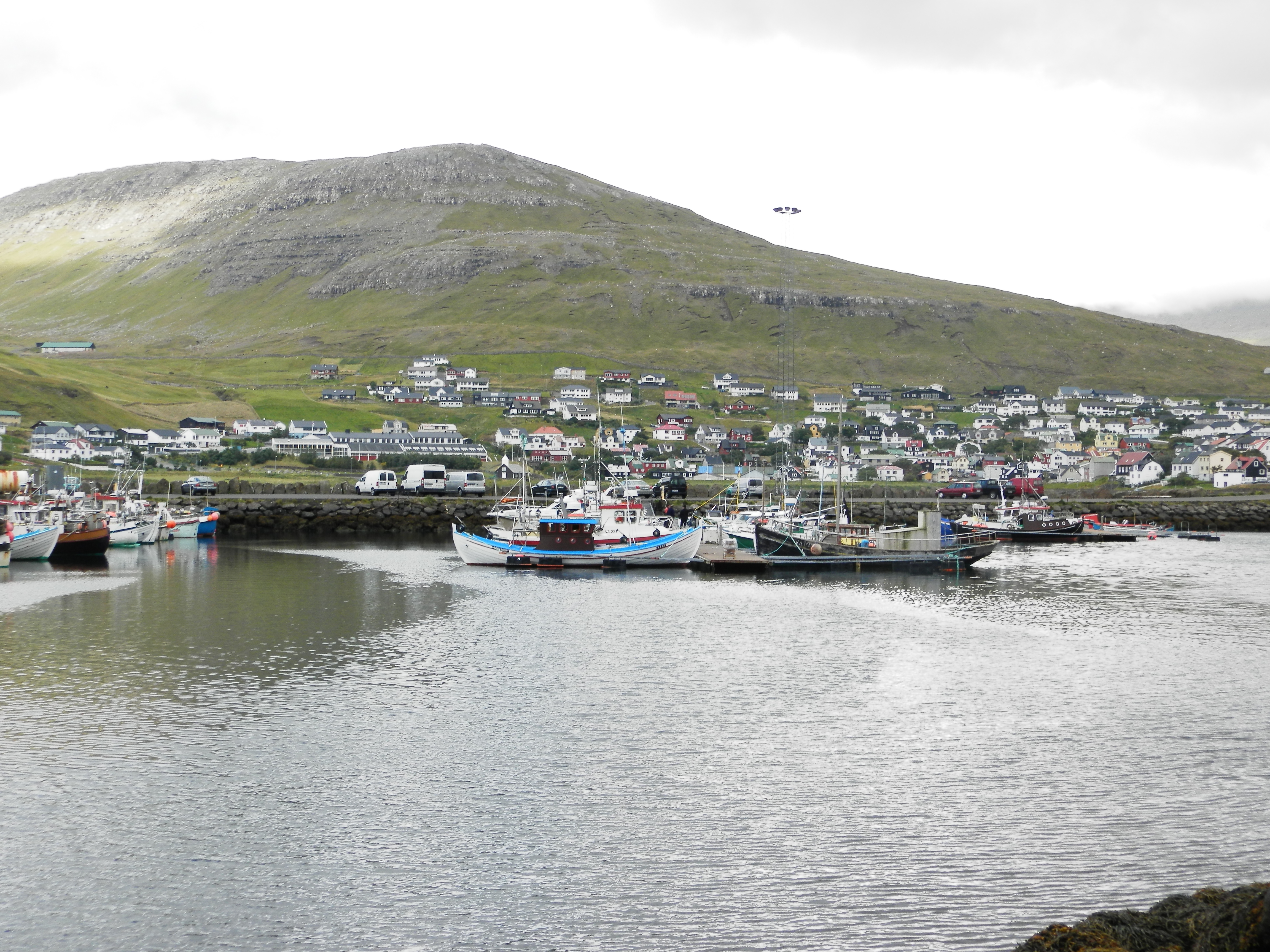
Der Bootshafen
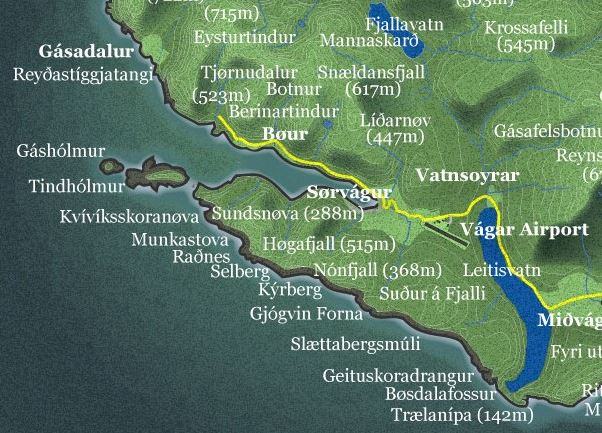
Sørvágur und die umliegenden Orte